# Bertoki
Bertoki este o localitate din comuna Koper, Slovenia, cu o populație de 892 de locuitori.